# 김희선 (발레 무용수)
김희선(1992년 1월 17일~2022년 5월 1일)는 대한민국의 발레 무용수이다. 국립발레단 드미솔리스트에 활동하였다. 2015년 국립발레단에 입단하였고, 2022년 5월 1일 숨졌으며, 평소 우울증을 앓았던 것으로 알려졌다.

## 경력
- 2015 국립발레단 단원

## 학력
- 선화예술중학교 무용과 (졸업)
- 선화예술고등학교 무용과 (졸업)
- 한국예술종합학교 무용원 실기과 (졸업)

## 수상 내역
- 2012년 서울국제무용콩쿠르 1위
- 2013년 베를린국제무용콩쿠르 1위
- 2013년 코리아국제발레콩쿠르 은상
- 2013년 프랑스 그라스 국제발레콩쿠르 1위
- 2014년 불가리아 바르나 국제발레콩쿠르 동상, 컨텡포러리 2위
- 2014년 한국총비평가상 총연기상 수상
- 2015년 한국발레협회 신인무용상 수상
- 2016년 핀란드 헬싱키 국제발레콩쿠르 그랑프리